# Батаршин, Гильфан Абубекерович
Гильфа́н Абубеке́рович Бата́ршин (19 декабря 1913 года [1 января 1914] — 11 декабря 1947 года) — советский пограничник, участник боёв у озера Хасан в должности командира отделения маневренной группы Посьетского пограничного отряда войск НКВД СССР, Герой Советского Союза (25.10.1938), один из первых пограничников, удостоенных звания Героя Советского Союза.

## Биография
Родился 19 декабря 1913 года (1 января 1914) в посёлке Голубовка (ныне город Кировск Луганской области Украины) в шахтёрской семье. Татарин. Член ВКП(б) с 1940 года. Окончил семь классов средней школы и горнопромышленный техникум в городе Лисичанске. В 1931—1932 годах работал помощником слесаря на заводе пишущих машин в Казани, с 1934 года — маркшейдером на шахте № 22 Голубовского рудника Ворошиловградской области.
В пограничных войсках с октября 1936 года. В 1937 году окончил школу младшего командного состава в Посьетском пограничном отряде, служил в этом же отряде.
Участник боевых действий у озера Хасан 29 июля — 11 августа 1938 года.
29 июля 1938 года два отделения маневренной группы 59-го Посьетского пограничного отряда Дальневосточного пограничного округа (которыми командовали И. Д. Чернопятко и Г. А. Батаршин) прибыли на усиление пограничного наряда на сопке Заозёрная. В этот же день японские войска численностью до 150 солдат (усиленная рота пограничной жандармерии с 4 пулемётами «гочкис») атаковали сопку Безымянную, на которой находилось 11 советских пограничников.
31 июля 1938 года командир отделения маневренной группы младший командир Г. А. Батаршин отличился в бою в районе высоты Заозёрная (южный берег озера Хасан), прикрывая командный пункт начальника погранотряда полковника К. Е. Гребенника, подавлял огневые точки противника.
Когда японские солдаты попытались окружить пограничников, Г. А. Батаршин привлёк огонь на себя, обеспечив отход бойцов. Будучи сам ранен, он под огнём врага отыскал и вынес с поля боя тяжело раненного командира (лейтенанта П. Ф. Терёшкина). В ночь на 1 августа 1938 года его отделение успешно вело бой с численно превосходящим противником у высоты Заозёрная.
За мужество и героизм, проявленные при защите государственной границы СССР, Указом Верховного Совета СССР от 25 октября 1938 года младшему командиру Батаршину Гильфану Абубекеровичу присвоено звание Героя Советского Союза, с вручением ордена Ленина. После учреждения знака особого отличия ему была вручена медаль «Золотая Звезда» (№ 79). Он стал одним из первых стражей границы, отмеченных высшей степенью отличия СССР.
Продолжил службу в пограничных войсках. С 1938 года — начальник пограничной заставы, в 1939 году герой-пограничник Г. А. Батаршин направлен на учёбу в Военную академию имени М. В. Фрунзе, которую окончил в 1941 году.
С сентября 1941 года — старший помощник начальника отделения штаба Среднеазиатского пограничного округа.
Участник Великой Отечественной войны с июня 1943 года. Командовал батальоном 157-го пограничного полка войск НКВД по охране тыла Центрального (затем Белорусского и 1-го Белорусского) фронта.
С 1945 года проходил службу в должности заместителя начальника отдела Главного управления пограничных войск.
30 октября 1947 года Г. А. Батаршин давал свидетельские показания на Международном военном трибунале над главными японскими военными преступниками в Токио.
11 декабря 1947 года, возвращаясь с процесса, майор Г. А. Батаршин погиб в авиационной катастрофе: самолёт попал в тайфун и упал в Тихий океан в районе острова Аскольд под Владивостоком.

## Награды
- Медаль «Золотая Звезда» Героя Советского Союза (№ 79)
- Орден Ленина
- Два ордена Отечественной войны II степени
- Орден Красной Звезды
- Медали

## Память
Именем Героя Советского Союза Г. А. Батаршина названы улицы в Казани (ул. Батыршина) и в его родном городе Кировске.
В 1967 году его именем был назван большой морозильный рыболовный траулер проекта 394 на Дальнем Востоке.
В 2012 году названа улица в пгт. Славянка Хасанского района Приморского края.
В д. Ямашурма (Высокогорский район, Республика Татарстан) установлен бюст Батыршина Г. А.